# António de Mariz
Dom Antônio de Mariz (c. Barcelos, 1536 — Rio de Janeiro, 1584) foi um fidalgo português e um dos fundadores da cidade do Rio de Janeiro, em 1565, acompanhando Estácio de Sá. 
Filho de  Afonso Lopes de Mariz, senhor da Quinta do Paço Velho em Mariz, Barcelos, e fidalgo da Casa Real, e de Dona Branca de Mello, descendente do rei Afonso III de Portugal. Antônio de Mariz foi proprietário de terras no local hoje denominado Ponte dos Marinheiros, e também em Niterói. 
Casado com D. Isabel Velho, tiveram cinco filhos:
1. D. Diogo de Mariz Loureiro, Oficial da Câmara da Cidade de São Sebastião do Rio de Janeiro em 1599, e nomeado pelo Governador Geral, em 31 de dezembro de 1606 , o segundo Provedor da Fazenda Real e Juiz da Alfândega na Capitania do Rio de Janeiro, cargo que seu pai ocupou, casado com Paula Rangel de Macedo, filha de Julião Rangel de Macedo, Ouvidor da Capitania do Rio de Janeiro em 1583. Foram pais de (entre outros) Maria de Mariz (ou Marins), Isabel de Mariz e do Bispo Antônio de Mariz Loureiro. O prelado Antônio de Mariz Loureiro, nomeado por D. João IV, assumiu em 1644 a administração eclesiástica do Rio de Janeiro,[3] foi Abade da Província Beneditina do Brasil, Abade e restaurador do Mosteiro de Olinda, dentre outros cargos. Percorreu o sertão carioca e foi até S. Paulo, mas no Espírito Santo os colonizadores menos escrupulosos o envenenaram, e ele acabou enlouquecendo, depois de haver ampliado para cinco as paróquias do Rio. Só existiam as de S. Sebastião no Castelo e a da Candelária. Criou o Prelado Mariz Loureiro as freguesias de Santo António, e no sertão duas, a de Irajá e a de São João de Meriti;
2. Isabel de Mariz, casada com Crispim da Cunha Tenreiro, ou Crispim da Costa, Provedor Mor da Fazenda Real, dentre outros cargos. Isabel de Mariz e Crispim foram donatários da ermida de S. António, que servira para a fundação do Convento de Santo Antônio (Rio de Janeiro), concluída em 1615, hoje situado no Largo da Carioca;
3. Maria de Mariz, esposa de Tomé de Alvarenga, Oficial da Câmara da Cidade de São Sebastião do Rio de Janeiro;
4. Francisco de Mariz Loureiro;
5. Antônio de Mariz Coutinho, também, Oficial da Câmara da cidade em 1609.

## O Guarani
José de Alencar imortalizou a figura de Dom Antônio de Mariz no romance O Guarani (originalmente: O Guarany - Romance Brasileiro), que foi publicado em folhetim em 1857 no Correio Mercantil. Alencar romanceou a vida de Dom Antônio e inventou-lhe uma filha de nome Cecília, ou Ceci, importante personagem para o desenrolar da trama.  
O livro inspirou em particular o libreto da ópera Il Guarany, de Carlos Gomes, com estreia em 1870, e cuja abertura ficou célebre, sendo o tema do programa de rádio A Voz do Brasil.